# Пішґам (макак)

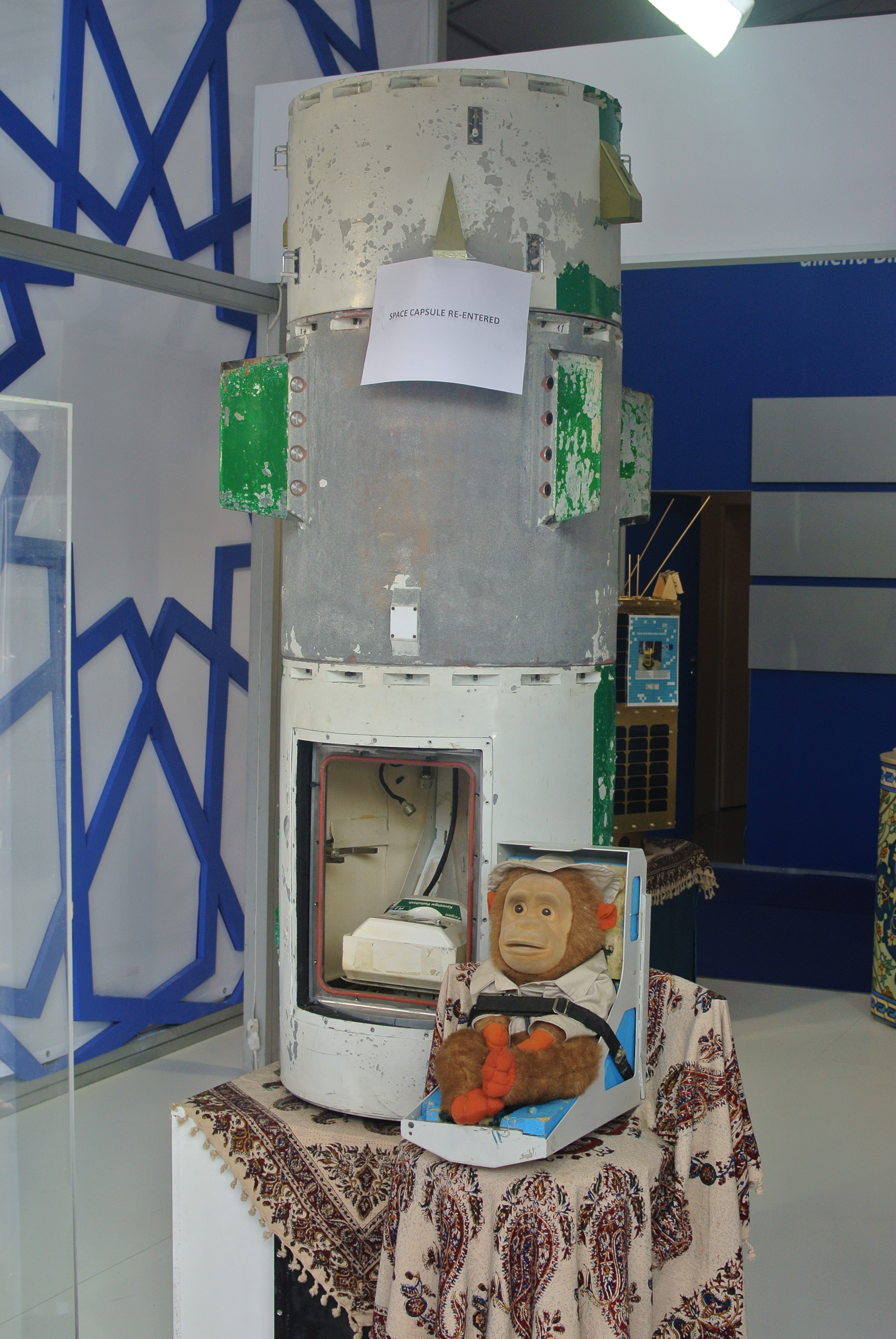
Капсула «Пішґам» з іграшковою мавпою в кріслі

Пішгам (перс. پیشگام), неофіційно Афтаб (перс. آفتاب) — макак-резус Макак, що здійснив політ в космос, став першим приматом, успішно Космонавтика Ірану виведеним в космос Іраном — 28 січня 2013 року здійснив суборбітальний політ, досягнувши висоти 120 км, і успішно повернувся на землю.
До польоту неофіційну іменувався Афтаб, що у перекладі означає «сонячний світло», після повернення був перейменований в Пішґама, що у перекладі означає «піонер».
Також називалася біокапсула, в якій макак здійснив політ — «Пішґам».
Пішгам став другою (за іншими даними — третьою) мавпою, яку Іран намагався відправити в суборбітальний політ, попередні, мабуть, загинули під час невдалого запуску 7 вересня 2011 року та 8 вересня 2012 року.
У 2009 році було здійснено запуск капсули з щуром та біологічними препаратами, потім у 2010 випробувальний політ підтвердив можливість виведення в космос капсули «Пішґам», призначеної для мавпи. Запуск приматів, за словами Хаміда Фазелі, глави Іранської космічної агенції, є кроком до космічного польоту людини, яку Іран планує здійснити до 2021 року. Стан мавпи після польоту джерела не вказують, визначаючи лише успішну місію загалом.
Політ здійснено за програмою суборбітальних дослідницьких польотів Кавошгяр. Капсулу "Пішгам" з мавпою на борту вивела в космос одноступінчаста балістична ракета типу «Фатех-110» (за іранською класифікацією — Kavoshgar Class C). Політ тривав близько 12 хвилин. Під час польоту мавпа зазнавала навантаження до 12,79 одиниць, а також стан невагомості. Повний запис польоту було розміщено на сайті.
Пізніше розбіжності у зовнішньому вигляді мавпи під час польоту та макаки, представленій публіці, стали підставою для чуток, що в реальності місія пройшла не зовсім успішно. Керівник Іранського інституту аерокосмічних досліджень Мохаммад Ебрахімі пояснив невідповідність переплутаними знімками: у пресу потрапили фотографії мавпи-дублера, тому вона й виглядає несхожою на мавпу на відеозаписі. За іншими даними, мавпа, звана дублером, насправді макак, який загинув у попередньому польоті. Існує і третя версія, за якою Ебрахімі назвав мавпу з характерною міткою над оком наземним випробувачем систем, що отримала шрам над оком на вібраційному стенді.
У травні 2013 року було оголошено, що слідом за Пішгамом у космос протягом року вирушить ще одна мавпа, але замість твердопаливної буде використано рідинну ракету, яка забезпечує менші навантаження на живий організм. Другим іранським макаком, що побував у космічному просторі, став Фарґам.

## Див також
- Мавпи в космосі